# سامانه ریل برقی

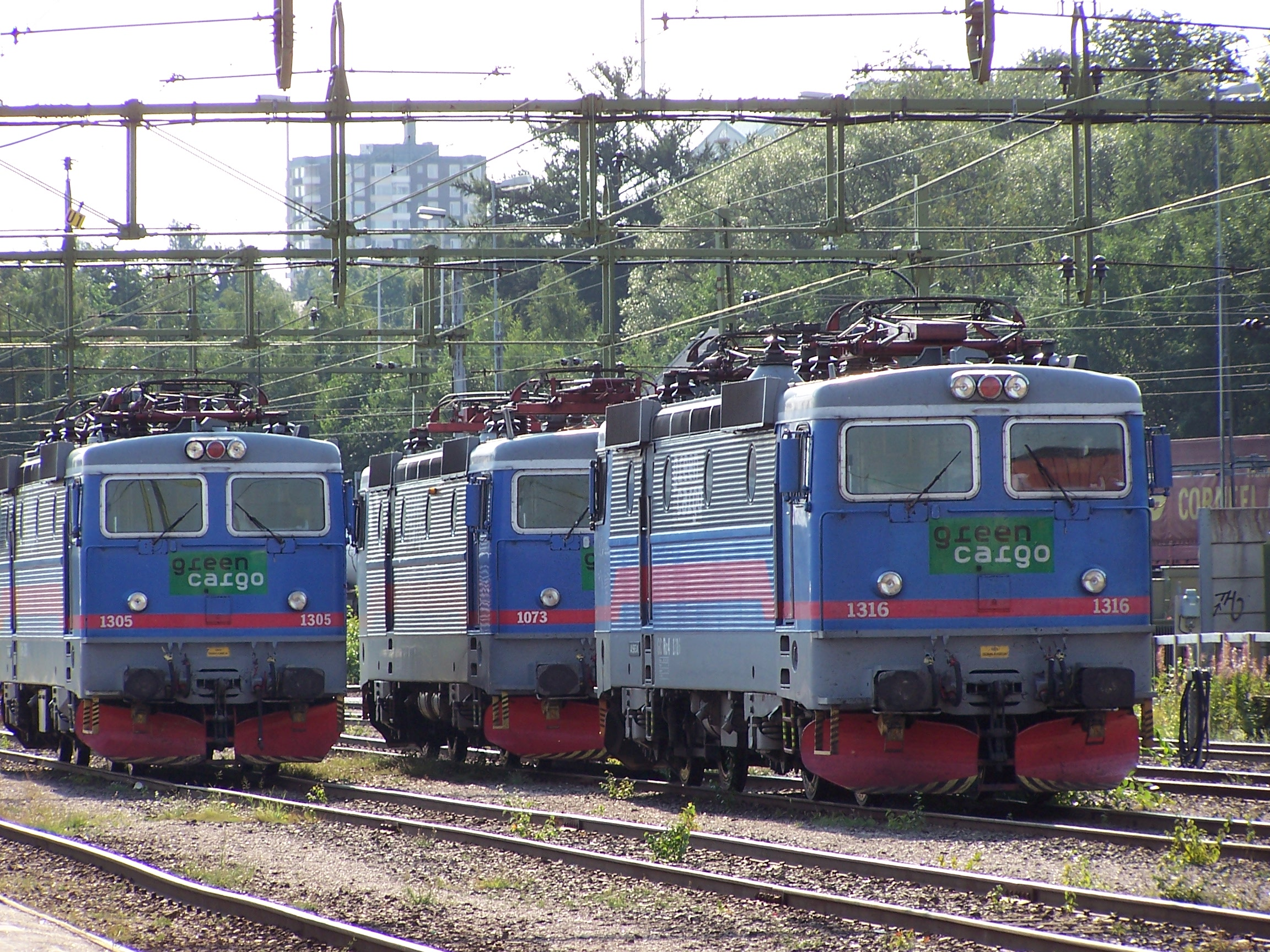
لکوموتیوهای الکتریکی زیر ۱۵ کیلوولت باخطوط برقی هوایی AC در سوئد

در ترابری ریلی، یک سامانه ریل برقی (انگلیسی: Railway electrification system)، نیروی برق را به قطارهای راه‌آهن و ترامواها بدون نیاز به موتور در لوکوموتیو یا منبع سوخت محلی تأمین می‌کند. راه‌آهن‌های برقی از لوکوموتیوهای برقی (حمل مسافر یا بار در واگن‌های جداگانه)، قطار خودکشش الکتریکی (ماشین‌های مسافربری با موتورهای خود) یا هر دو استفاده می‌کنند. برق مورد نیاز معمولاً در ایستگاه‌های بزرگ و نسبتاً کارآمد تولید می‌شود وبه شبکه راه‌آهن منتقل وبه قطارها توزیع می‌شود. برخی از راه‌آهن‌های برقی ایستگاه‌های تولید و خطوط انتقال اختصاصی خود را دارند، اما بیشتر آنها برق را از یک شرکت برق خریداری می‌کنند. راه‌آهن معمولاً خطوط توزیع، سوئیچ‌ها و ترانسفورماتورهای خود را فراهم می‌کند. خط برق هوایی یا ریل سوم معمولاً نقش

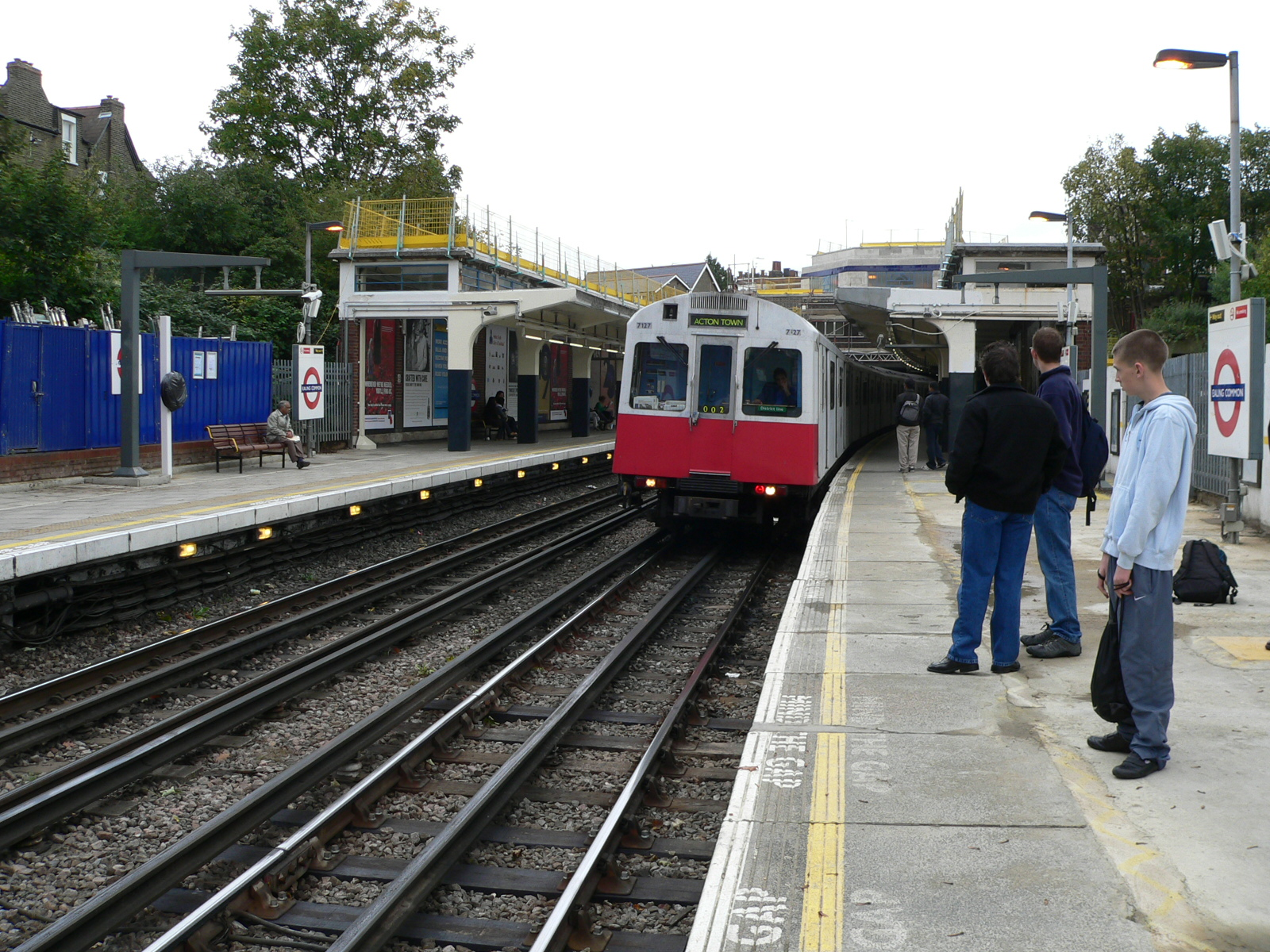
مسیر متروی لندن در ایستگاه متروی ایلینگ کمن در خط ناحیه متروی لندن. ریل سوم و چهارم در کنار و بین ریل‌های اصلی قابل مشاهده است.

اصلی را در انتقال جریان برقی به لکوموتیو دارند.
نیرو به قطارهای متحرک با یک رسانای الکتریکی (تقریباً) پیوسته در امتداد مسیر ریل که معمولاً به یکی از دو شکل می‌رود، تأمین می‌شود: یک خط هوایی، معلق از تیرها یا برج‌ها در امتداد مسیر یا از سازه یا سقف تونل، یا ریل سوم نصب شده در سطح مسیر و با یک " کفش پیکاپ " کشویی تماس می‌گیرد. هر دو سیستم خط هوایی و ریل سوم معمولاً از ریل‌ها به عنوان رسانای الکتریکی مورد نیاز خود استفاده می‌کنند، اما برخی از سیستم‌ها از ریل چهارم جداگانه برای این منظور استفاده می‌کنند.
در مقایسه با جایگزین این نوع سامانه که لوکوموتیو دیزلی است، راه‌آهن‌های برقی بازده انرژی بهتر، انتشار گاز خروجی کمتر و هزینه‌های عملیاتی کمتر را ارائه می‌دهد. لوکوموتیوهای الکتریکی نیز معمولاً ساکت‌تر، قوی‌تر و پاسخگوتر و قابل اعتمادتر از دیزل‌ها هستند. آنها هیچ انتشار گازی محلی ندارند، که یک مزیت مهم در تونل‌ها و مناطق شهری است. برخی از سیستم‌های کشش الکتریکی، ترمز احیاکننده انرژی را ارائه می‌کنند که انرژی جنبشی قطار را دوباره به برق تبدیل می‌کند و آن را به سیستم تغذیه بازمی‌گرداند تا توسط قطارهای دیگر یا شبکه عمومی استفاده شود. در حالی که لوکوموتیوهای دیزلی فرآورده‌های نفتی را می‌سوزانند، الکتریسیته می‌تواند از منابع مختلف از جمله انرژی‌های تجدیدپذیر تولید شود. از لحاظ تاریخی نگرانی‌های از استقلال منابع انرژی نقش مهمی در تصمیم‌گیری برای برق‌رسانی خطوط راه‌آهن ایفا کرده‌است. کنفدراسیون محصور در خشکی سوئیس که تقریباً به‌طور کامل فاقد ذخایر نفت یا زغال‌سنگ است، اما دارای انرژی آبی فراوان است ، شبکه ریلی خود را تا حدی در واکنش به مشکلات عرضه اقتصادی در طول هر دو جنگ جهانی برقی کرد.
معایب این سامانه الکتریکی عبارتند از: هزینه‌های سرمایه‌ای اولیه بالا که ممکن است در مسیرهای کم تردد غیراقتصادی باشد، فقدان نسبی انعطاف‌پذیری (از آنجایی که قطارهای الکتریکی به ریل سوم یا خطوط‌های برق رسان هوایی نیاز دارند)، و آسیب‌پذیری در برابر قطع برق. لوکوموتیوهای الکترودیزلی و واحدهای چندگانه الکترودیزلی این مشکلات را تا حدودی کاهش می‌دهند، زیرا می‌توانند با برق دیزل در هنگام قطع یا در مسیرهای غیر برقی کار کنند.
مناطق مختلف ممکن است از ولتاژها و فرکانس‌های تغذیه متفاوتی استفاده کنند که از طریق سرویس پیچیده‌تر می‌شود و به پیچیدگی بیشتری از قدرت لوکوموتیو نیاز دارد. قبلاً یک نگرانی تاریخی برای حمل و نقل ریلی «دو کابین روی هم» (قطاری که دو کابین یا کانینر را باهم در یک واحد کابین حمل کند) به دلیل وجود خطوط برقی هوایی وجود داشت، اما تا تاریخ ۲۰۲۲ دیگر این مشکل دیگر به‌طور جهانی وجود ندارد و دو راه‌آهن هند و راه‌آهن چین به‌طور منظم قطارهای باری دو کابینی روی هم را علیرغم وجود خطوط هوایی را استفاده می‌کنند.
برقی‌سازی راه‌آهن در دهه‌های گذشته به‌طور مداوم افزایش یافته‌است و از سال ۲۰۱۲ میلادی، خطوط برقی تقریباً یک سوم از کل مسیرهای جهانی را تشکیل می‌دهند.

## برقی‌سازی راه‌آهن در جهان
در سال ۲۰۱۲ میلادی، مسیرهای برقی تقریباً یک سوم کل مسیرهای جهانی را تشکیل می‌دادند.
شبکه ریلی سوئیس بزرگترین شبکه کاملا برقی در جهان است و یکی از تنها دو شبکه ریلی که به این هدف دست یافته‌است، دیگری ارمنستان است. چین بزرگترین طول راه‌آهن برقی را با بیش از ۷۰ درصد شبکه ریلی خود دارد. تعدادی از کشورها دارای هیچ‌گونه برق رسانی در خطوط ریلی خود نیستند.
چندین کشور اعلام کرده‌اند که قصد دارند تمام یا بیشتر شبکه راه‌آهن خود را برقی کنند، مانند راه‌آهن هند و راه آهن اسرائیل.

## ارجاعات
1. ↑  P. M. Kalla-Bishop, Future Railways and Guided Transport, IPC Transport Press Ltd. 1972, pp. 8-33
2. ↑  "A train ride through history". SWI swissinfo.ch.
3. ↑  "A nation of railway enthusiasts: a history of the Swiss railways". House of Switzerland.
4. ↑  P. M. Kalla-Bishop, Future Railways and Guided Transport, IPC Transport Press Ltd. 1972, pp. 8-33
5. ↑  P. M. Kalla-Bishop, Future Railways and Guided Transport, IPC Transport Press Ltd. 1972, pp. 8-33
6. ↑  "Indian Railways sets new benchmark! Runs 1st Double-stack container train in high rise OHE electrified sections". 12 ژوئن 2020.
7. ↑  "非人狂想屋 | 你的火车发源地» HXD1B牵引双层集装箱列车" (به چینی (چین)). Retrieved 1 July 2020.
8. ↑  "Spotlight on double-stack container movement". @businessline (به انگلیسی). 14 اکتبر 2007. Retrieved 1 July 2020.
9. ↑  "Aerodynamic Effects Caused by Trains Entering Tunnels". ResearchGate (به انگلیسی). Retrieved 1 July 2020.
10. ↑  "Railway Handbook 2015" (PDF). International Energy Agency. p. 18. Retrieved 4 August 2017.
11. ↑  "Railway Handbook 2015" (PDF). International Energy Agency. p. 18. Retrieved 4 August 2017.
12. ↑  "2019 年铁道统计公报" (PDF). Archived from the original (PDF) on 6 June 2020. Retrieved 7 June 2020.